# Charles Mortram Sternberg
Charles Mortram Sternberg (1885 - 1981) fou un recol·lector de fòssils i paleontòleg fill de Charles Hazelius Sternberg.
D'una família de famosos col·leccionistes de fòssils nord-americans, Sternberg va treballar durant uns anys a l'oest dels Estats Units abans que la família emigrés a Canadà per explotar els rics camps fòssils de la vall del Red Deer a Alberta.
Va descriure Pachyrhinosaurus, Brachylophosaurus, Parksosaurus i Edmontonia.